# Joyeuse (Bidouze)
Die Joyeuse (Baskisch: Behotegi) ist ein Fluss in Frankreich, der im Département Pyrénées-Atlantiques in der Region Nouvelle-Aquitaine verläuft. Sie entspringt im Gemeindegebiet von Iholdy, entwässert anfangs Richtung Ost, dreht später auf Nord und durchquert auf ihrem Weg das französische Baskenland. Sie mündet nach rund 27 Kilometern im Gemeindegebiet von Amendeuix-Oneix als linker Nebenfluss in die Bidouze.
Nicht zu verwechseln mit dem gleichnamigen Fluss Joyeuse, der direkt in den Adour mündet und auch Aran genannt wird!

## Orte am Fluss
- Iholdy
- Lantabat
- Beyrie-sur-Joyeuse
- Saint-Palais